# Ieva Ilves
Ieva Ilves (nhũ danh Kupče, sinh ngày 13 tháng 9 năm 1977) là một công chức Latvia. Bà đã đính hôn với Tổng thống Estonia Toomas Hendrik Ilves vào tháng 11 năm 2015 và cưới ông vào ngày 2 tháng 1 năm 2016. Từ thời điểm đó đến khi kết thúc nhiệm kì của Tổng thống Ilves, bà là Phu nhân của Estonia. 
Ieva Ilves kiếm được bằng thạc sĩ từ Đại học Johns Hopkins. Bà tiếp tục làm việc cho Bộ Quốc phòng Latvia, nơi bà đứng đầu Phòng Hợp tác Chính sách về An toàn Không gian mạng Quốc gia.